# InnoGames GmbH
InnoGames GmbH este o companie germană care se ocupă de realizarea Browser Game-urilor Based de strategie. Un browsergame este un joc online, multiplayer, în care mii de jucători se înfruntă. Un browser-game de strategie este un joc online, multiplayer, în care jucătorii, dezvoltă sate, construiesc clădiri, fac trupe și atacă alți jucători.

## Producțiile InnoGames
Toate jocurile InnoGames apar mai întâi în germană, apoi treptat-treptat sunt traduse în mai multe limbi.
InnoGames a realizat mai multe jocuri:
- Triburile (Die Stämme)
- The West
- Grepolis
- Forge of Empires
- West-Wars (disponibil pe Facebook)

### Triburile
Triburile, în germană Die Stämme (pronuntat "Di Steme") și în engleză Tribal Wars este prima și cea mai de succes producție InnoGames. A fost lansat în 2003 cu versiunea 1.0, existând doar în germană, pe o singură lume (Welt 1). De atunci Triburile s-a dezvoltat, apărând în peste 30 de limbi, atrăgând în total peste 3.000.000 de jucători din toată lumea. În Germania există peste 50 de lumi, în timp ce în România sunt actual 36 de lumi din care numai 16 mai sunt deschise. O lume se închide dacă un trib reușește în primele 180 de zile să  aibă peste 80% din sate  . "Triburile" a apărut în română în anul 2007. Acum jocul numără peste 100.000 de jucători.

### The-West
După prima mare producție, Die Stämme, InnoGames a lansat un al doilea joc, și anume The-West. Jocul a fost lansat în germană în anul 2007 iar în română în 2008. Acum jocul numără peste 1.000.000 de jucători, confirmând valoarea InnoGames.

### Grepolis
InnoGames a lansat în 2007 un nou joc: Grepolis. În 9 februarie 2010 , Grepolis apare și în varianta românească. În momentul de față există peste 64 400 în varianta românească, peste 77 450 în varianta franțuzească, peste 168 400 în varianta germană, peste 193 070 în varianta poloneză și peste 240 300 în varianta englezească . Aduce a Triburile. 
În acest joc online bazat pe browser, sarcina dumneavoastră este de a construi propriul dumneavoastră Polis (cuvânt grecesc pentru oraș) de mic, la o metropolă uriașă, de a stabili o armată și o flotă puternică, iar în final de a cuceri insule îndepărtate. În drumul spre glorie și onoare, trebuie să luați de asemenea în grijă zeii din panteonul grec: Zeus, Hera, Athena, Hades, Poseidon și Artemis care vor decide cu privire la victoria sau înfrângerea dumneavoastră. 
Scopul jocului : Scopul acestui joc este de a trăi visul din epoca medie greacă, de a deveni un erou! Trebuie să îți cucerești dușmanii, să vă distrugeți inamicii și să obțineți favoarea finală a zeilor!

### Forge of Empires
Arhivat în 6 ianuarie 2013, la Wayback Machine.Joc de strategie lansat în 2012.

### Lagoonia
Arhivat în 6 ianuarie 2013, la Wayback Machine.Joc social de simulare.

### Kartuga
Arhivat în 6 ianuarie 2013, la Wayback Machine.Kartuga încă nu a fost lansat.